# Dessau Dancers
Dessau Dancers ist ein deutscher Film von Jan Martin Scharf. Der Film zeigt, wie die Breakdance-Bewegung in der DDR populär wurde. Er hatte seine Uraufführung beim Filmfest München am 29. Juni 2014. Der Kinostart war am 16. April 2015.

## Handlung
Als der 18-jährige Frank im Sommer 1985 den Film Beat Street im Kino sieht, hat er seine neue Leidenschaft gefunden: Breakdance. Mit seinen Freunden Matti, Michel und Alex gründet er in Dessau die Gruppe „Break Beaters“. Sie tanzen auf der Straße und avancieren schnell zur Speerspitze der Breakdance-Bewegung in der DDR und rufen die Staatssicherheit auf den Plan, die über die Freizeitaktivitäten ihrer Jugend gern die Kontrolle behält. So wird aus Breakdance „akrobatischer Schautanz“ und die Gruppe als Tanzgruppe durch die DDR geschickt. Doch der Ruhm hat seinen Preis und Frank erkennt, dass man sie zu politischen Marionetten macht. Er beginnt zu rebellieren.

## Kritik
Der Filmdienst urteilt, Dessau Dancers sei ein „sympathischer, mit unverbrauchten jungen Darstellern glaubwürdig inszenierter und erzählter Jugendfilm, der seine fiktive Geschichte zum Plädoyer für das Ausleben von Träumen verdichtet“.
Der epd Film meint, das „hippe Gehopse“ sei „ansehnlich inszeniert“. Zwar seien die Charaktere „eher unterkomplex, doch die Unvereinbarkeit von Individualismus und Kollektiv, Freiheit und Gleichschaltung springt so unmittelbar ins Auge, dass man sich freut, dass dieses eine Mal ein deutscher Film so unangestrengt und leichtfüßig ins Schwarze trifft“.